# Psychophagus
Psychophagus é um gênero de traça pertencente à família Arctiidae.